# Historia del bikini

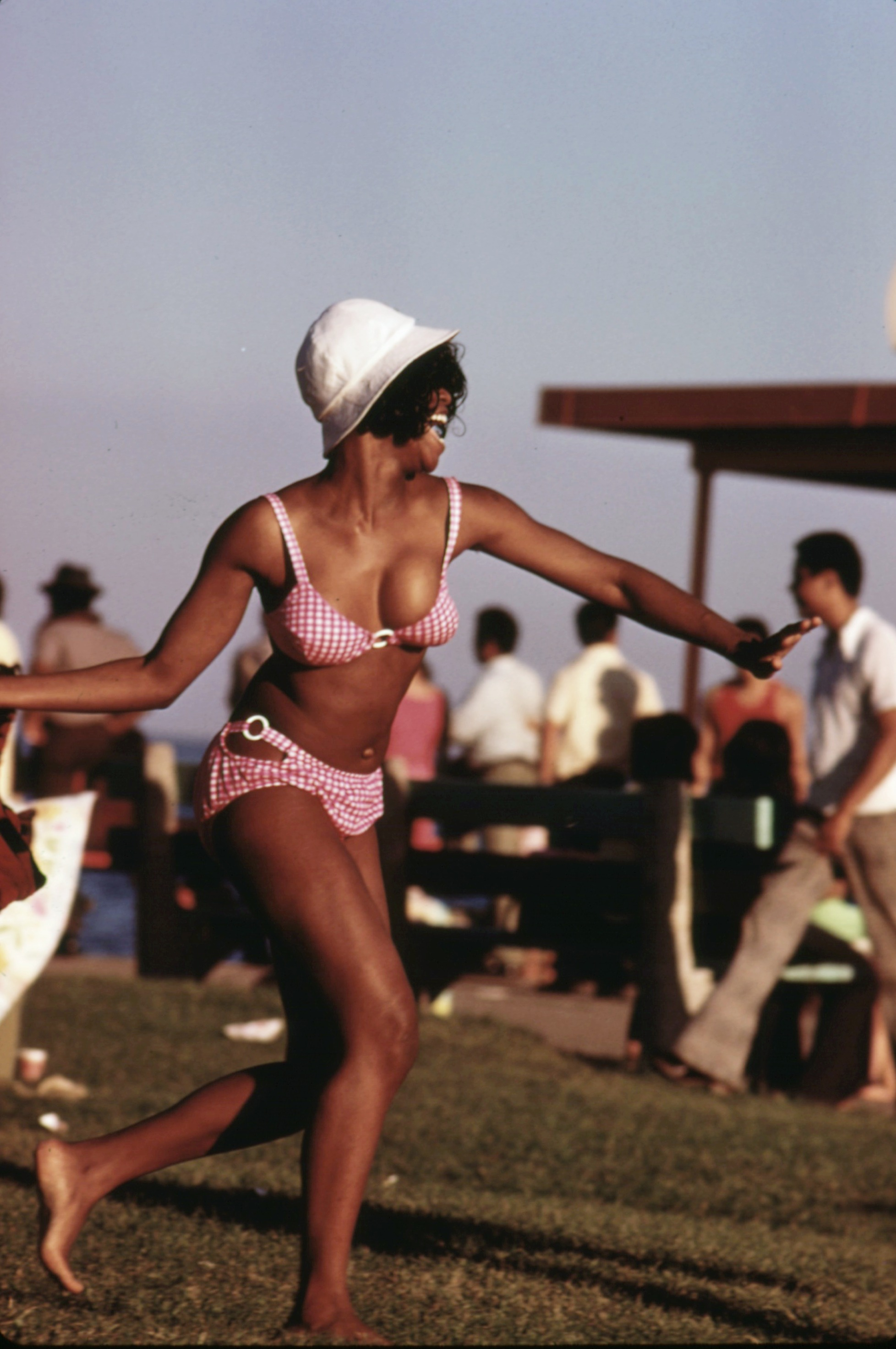
Mujer usando bikini en Chicago (1973)

El bikini fue creado por el ingeniero francés Louis Réard. Micheline Bernardini, una stripper, lo lució ante el público por primera vez el 5 de julio de 1946. Réard se inspiró para nombrar su invento en el atolón Bikini, lugar donde se acababan de realizar las primeras pruebas con bomba atómica de la posguerra.
A las mujeres francesas les gustó el diseño, pero la iglesia católica y varios medios pensaron que era un diseño demasiado atrevido y escandaloso.
En 1951, las concursantes del primer certamen de belleza Miss Mundo lo utilizaron, sin embargo poco después fueron prohibidos en varios países. La actriz Brigitte Bardot llamó mucho la atención cuando fue fotografiada usando un bikini en la playa durante el Festival de cine de Cannes en 1953. Otras actrices, incluyendo a Rita Hayworth y Ava Gardner, también acapararon la atención cuando se las vio por primera vez usando bikinis. Después de 1959, el diseño apareció en la portada de la revista Playboy y en Sports Ilustrated, impulsando su popularidad.
Úrsula Andress causó un gran impacto cuando emergió de las olas usando lo que ahora es reconocido como un bikini icónico en la película de James Bond, Dr. No de 1962. El bikini de gamuza que usó Raquel Welch en la película One Million Years B.C. (1966), la convirtió en un símbolo sexual internacional y fue descrito como un look definitivo de la década de 1960.
El bikini ganó popularidad gradualmente hasta ganar la aceptación en la sociedad occidental. De acuerdo a Oliver Szilard, historiadora de la moda francesa, el bikini es tal vez la prenda de playa más popular en el mundo gracias al poder de la mujer, poder inclusive más poderoso que el de la moda. Oliver explica, "La emancipación del traje de baño siempre se ha relacionado con la emancipación de la mujer." A principios del 2000, los bikinis se convirtieron en un negocio millonario, ya que además promovieron la venta de productos relacionados, como la cera para bikini y el protector solar.

## En la antigüedad

### Época prerromana

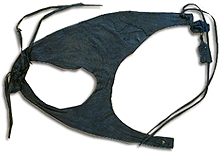
Parte inferior de traje de piel de la época romana

En urnas y pinturas griegas que datan del 400 a. C., ya se muestran mujeres utilizando prendas de dos piezas para actividades atléticas. Las mujeres activas de la antigua Grecia usaban una banda en el pecho llamada mastodeton o apodesmos, la cual se siguió usando como prenda interior hasta la Alta Edad Media. Mientras que los hombres dejaron de usar el perizoma, una clase de taparrabos, las mujeres siguieron usando estas prendas.
Procedente de la época Calcolítica, en un antiguo asentamiento al sur de Anatolia alrededor del 5600 a. C., la diosa madre de Catal Höyük fue representada en un trono con leopardos como apoyabrazos y usando un traje parecido a un bikini.

### Época romana

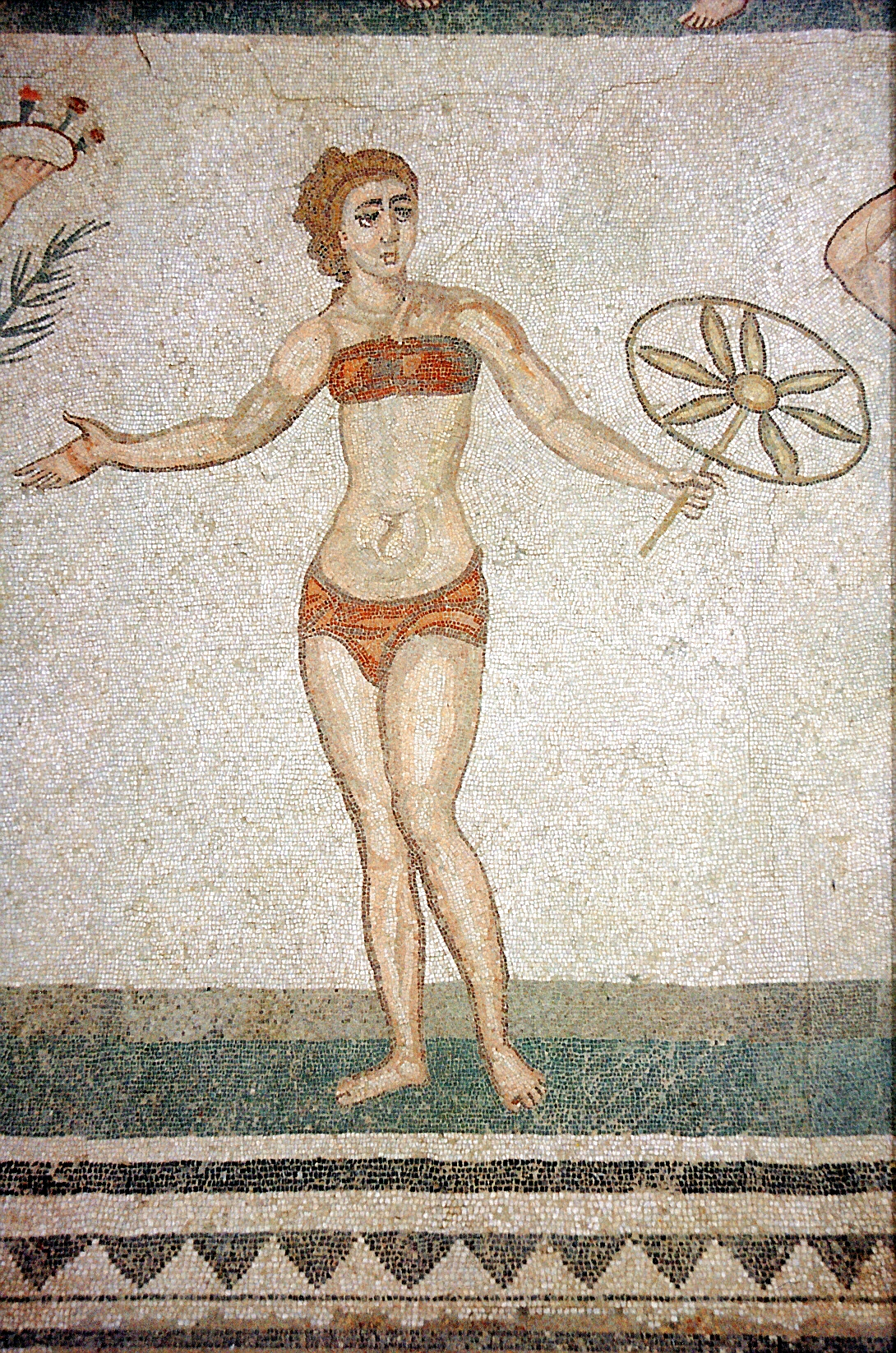
Una de las primeras representaciones de bikinis usados en la antigua Roma Villa Romana del Casale

Obras de arte, como mosaicos en el piso que se remontan al bajo imperio romano (286-505 d. C.), en la villa romana del Casale, Sicilia, muestran mujeres en prendas semejantes al bikini. El mosaico con diez mujeres, conocido como "Las chicas en bikini", ejercitándose en ropa que podría pasar por lo que se conoce hoy como bikini, es ahora el mosaico más replicado con los 37 millones de azulejos de colores que lleva.
Dentro de las obras de la "Coronación del Ganador" hechas en mosaicos en el suelo, en la Cámara de las Diez Jóvenes (Sala delle Dieci Ragazze, en italiano), las 'chicas en bikini' son representadas haciendo levantamientos de pesas, lanzamiento de disco o corriendo. En algunas ocasiones han sido descritas como bailarinas en vez de atletas.
Algunos académicos sostienen que la imagen de Eros, el dios del amor que despierta la lujuria, fue después añadido a la imagen, demostrando la relación del bikini con lo erótico. Se han descubierto mosaicos similares en Tellaro, en el norte de Italia y Patti, otra parte de Sicilia. La prostitución, poca ropa y cuerpos atléticos se relacionan en la antigua Roma, ya que se encontraron imágenes de prostitutas ejercitándose con pesas y otros equipos mientras usaban un atuendo muy similar al de las Chicas en Bikini.
Charles Seltman, un estudiante de la Universidad de Queens, Cambridge, director del Museo de Arqueología y editor de The Cambridge Ancient History, ilustró un capítulo titulado "La nueva mujer" en su libro Mujeres en la Antigüedad con una modelo utilizando un atuendo atlético como el de la antigüedad grecorromana. Una fotografía del mosaico fue utilizada por Sarah Pomeroy, Profesora de la Universidad Clásica Hunter de la ciudad de Nueva York, en la edición británica de 1994 de su libro Diosas, Prostitutas, Esposas y Esclavas. De acuerdo al arqueólogo George M.A. Hanfmann, las Chicas en Bikini hizo que los observadores se dieran cuenta de lo "modernos que eran los antiguos".
En la antigua Roma, la parte inferior del bikini la formaba una clase de taparrabos envuelto en tela o piel, llamado subligar o subligaculum ("pequeña unión por debajo"), mientras que una banda, también de tela o piel, sostenía el pecho y era llamado strophium o mamillare.
Con la observación de artefactos conservados y experimentos prácticos, se cree que la banda se envolvía varias veces alrededor del pecho para lograr aplanarlo y conseguir un estilo andrógino también popular en la moda de la década de 1920. Pero estas bandas grecorromanas pudieron también haber sido usadas con relleno para hacer que los pechos se vieran más grandes. Una parte inferior hecha de cuero procedente de la Gran Bretaña Romana fue exhibida en el Museo de Londres en 1998. Sin embargo no ha habido evidencia de que estos bikinis fueran utilizados para nadar, sino que funcionaban como ropa interior.

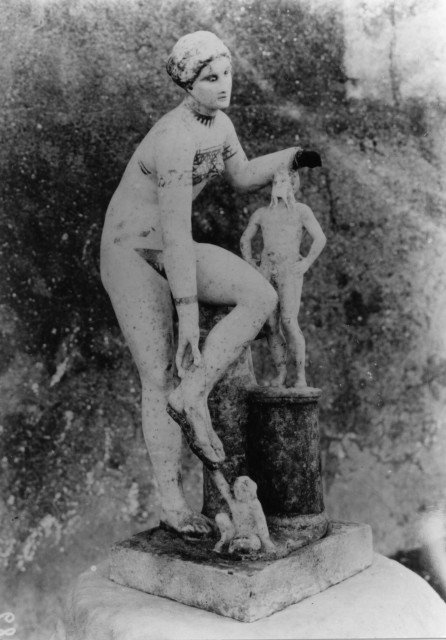
Venus en bikini de la casa de Julia Félix, Pompeya

En Pompeya se encontraron imágenes y estatuas de la diosa romana Venus usando bikini. Se encontró una estatua en el armario de la Casa de Venus, mientras que otras imágenes se encontraron en el pasillo. Una estatua de Venus fue recuperada del tablinio de la casa de Julia Félix y una más del atrio en el jardín que daba a la Via Dell'Abbondanza. El Museo de Arqueología Nacional de Nápoles, que abrió sus puertas en el año 2000, exhibió esa famosa "Venus en bikini". Las exhibiciones del museo incluyen también otras estatuas femeninas usando solo estos sostenes y bragas.
Marcial, un poeta latino en contra del bikini, entre el 86 y 103 d. C., satirizó a una atleta llamada Filenis, quien jugaba a la pelota usando un bikini, haciéndola beber y vomitar por creerla lesbiana. En un epigrama, Marcial menciona a una prostituta que extrañamente iba a las termas en bikini, cuanto lo más natural en ella habría sido ir sin ropa.
Existe también evidencia de mujeres romanas jugando al expulsim ludere, una versión arcaica de balonmano, usando el atuendo muy parecido a un bikini.

## Intervalo
Entre los bikinis clásicos y los modernos, hay un gran intervalo de más de mil trescientos años. El nadar o bañarse al aire libre fue criticado en el cristianismo, por lo que no se empezó a utilizar un traje de baño específico hasta el siglo XVIII. La bata de baño de finales del siglo XVIII era una clase de vestido holgado hasta los tobillos y con mangas anchas, hecho de lana o franela, por lo que el pudor no estaba amenazado.
En la primera mitad del siglo XIX, se dividió en dos partes, la parte superior con manga corta, tipo túnica tan larga que llegaba hasta la rodilla, mientras que la parte inferior eran unos pantalones anchos que llegaban hasta el tobillo. A finales del siglo XIX, en Francia, las mangas empezaron a desaparecer, la parte de abajo se hizo más ceñida y corta hasta la rodilla y la parte de arriba llegaba a la altura de la cadera. En la década de 1900, las mujeres usaban bañadores de lana en la playa hechos de hasta 9 yardas de tela. Eran de colores oscuros y se acompañaban de medias. La forma estándar de bañador no apareció hasta la primera mitad del siglo XX. 

### Progreso

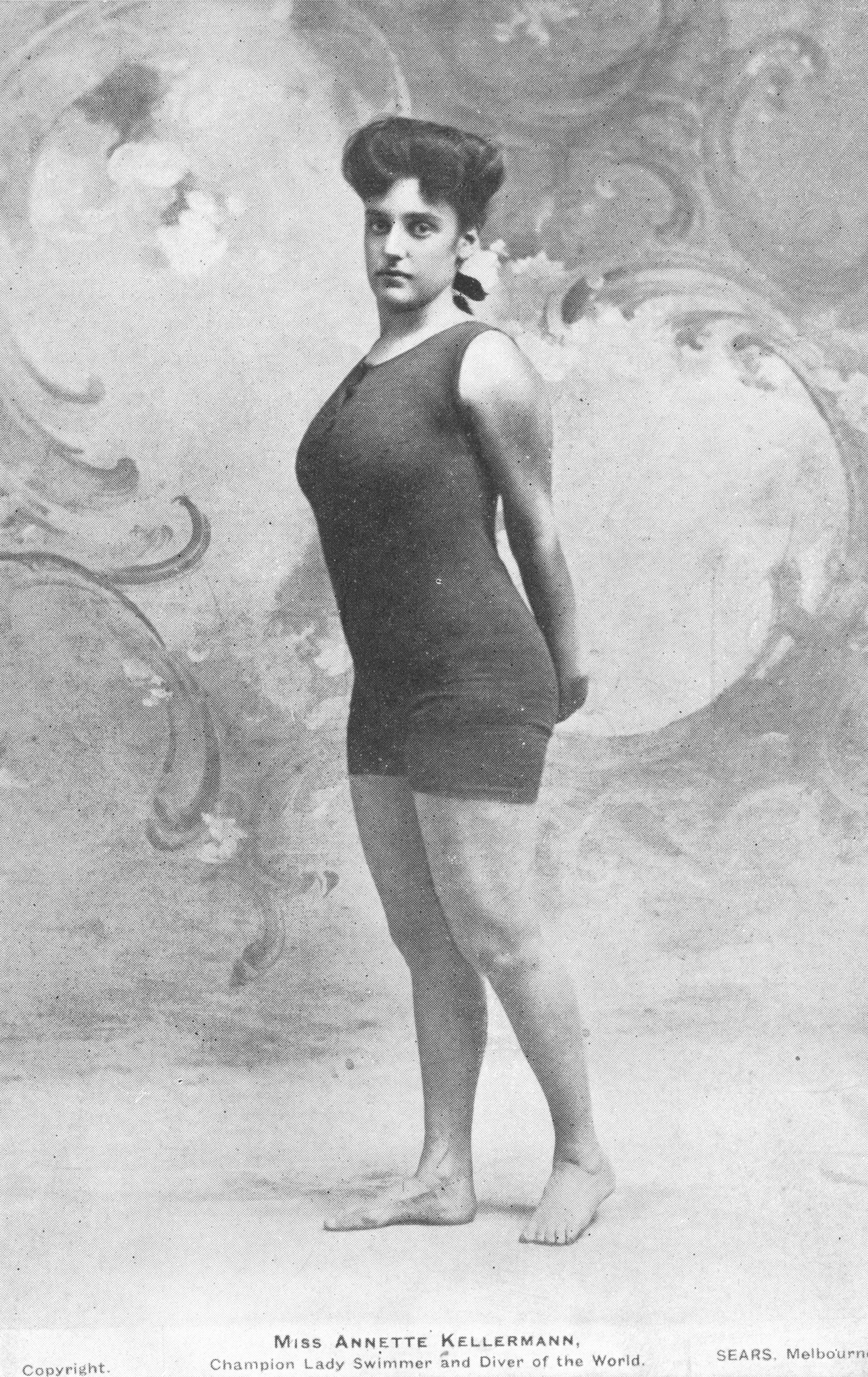
Annette Kellerman en un diseño propio, ajustado y de una sola pieza, 1910.

En 1907, la nadadora australiana Annette Kellerman fue arrestada en una playa de Boston por usar un traje de baño muy ceñido, sin mangas y de una sola pieza que la cubría desde el cuello hasta los muslos, el cual había sacado de Inglaterra. En 1910, se aceptó en varias partes de Europa, momento en que también empezaron de dejar de bañarse con medias. Incluso en 1943, fotografías del traje de baño de Kellerman se reprodujeron como evidencia de la indecencia en Esquire v. Walker, Postmaster General. Pero Harper's Bazaar, escrito el 20 de junio de 1920, (vol. 55, no. 6, p. 138) decía "El traje de baño de Annette Kellerman se distingue por una belleza incomparable y refinada." Al siguiente año, en junio de 1921 (vol. 54, no. 2504, p. 101) se agregó que estos trajes de baño ya eran "famosos por el ajuste perfecto y exquisito."
Las competiciones de natación femeninas, fueron introducidas en los juegos olímpicos de 1912. En 1913, inspirado por ese progreso, el diseñador Carl Jantzen realizó el primer traje de baño de dos piezas, una prenda con shorts en la parte de abajo y mangas cortas en la parte de arriba.
En algunas películas mudas como The Water Nymph (1912) se ve a Mabel Normand revelando un bonito traje, así como en la serie de cortos Sennett Bathing Beauties (1915-1929). El nombre "traje de baño" fue acuñado en 1915 por Jantzen Knitting Mills, un fabricante de suéteres que lanzó la marca de trajes Red Diving Girl. El primer día anual del traje de baño en Madison Square Garden fue en 1916. El pareo para trajes de baño surgió en 1918.
Durante las décadas de 1920 y 1930 las personas pasaron de "estar en el agua" a "estar en el sol" en balnearios y spas, así como los diseños de trajes de baño cambiaron de ser lisos y oscuros a tener más colorido y motivos decorativos. La seda artificial se empezó a utilizar en la década de 1920 para lograr trajes de baño más ajustados, sin embargo, causó problemas al estar mojados, por lo que se empezó a utilizar la seda natural. Las bailarinas de burlesque usaban prendas de dos piezas en la década de 1920. La película "El hombre con una cámara de vídeo" de 1929, muestra a mujeres rusas usando trajes de baño de dos piezas, exponiendo su abdomen y algunas otras no tenían la parte de arriba. Películas de promoción para turistas en Alemania en la década de 1930, muestran a mujeres también con trajes de dos piezas.

### Escotes y abdomen

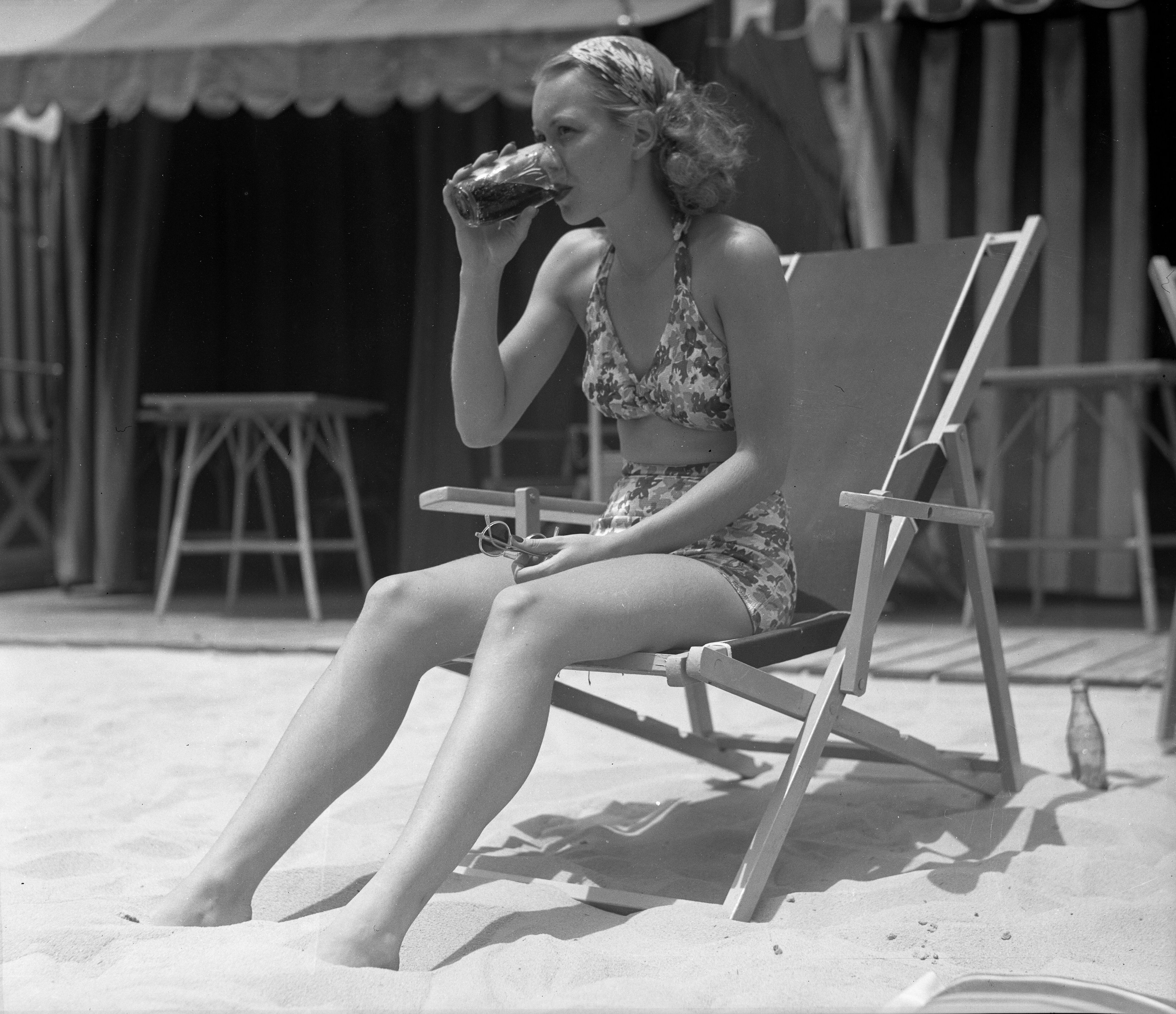
Jane Wyman, actriz ganadora de la Academy Award en California, usando un traje de dos piezas mostrando pierna y abdomen, 1935

Para la década de 1930, los escotes se empezaron a usar también en la espalda, las mangas desaparecieron y se hicieron aún más ajustados. Con el desarrollo de nuevos materiales, especialmente látex y el nailon, durante la década de 1940, los trajes de baño gradualmente comenzaron ajustarse totalmente al cuerpo y a veces eran de escote recto sin tirantes para lograr un buen bronceado. Los trajes de baño femeninos, durante las década de 1930 y 1940, exponían más piel. Coco Chanel incluso sacó una línea de bronceadores a finales de los años 20 y en 1932 la diseñadora francesa Madeleine Vionnet expuso un vestido de noche con el abdomen descubierto; se vieron un año después en el Gold Diggers de 1933. La película Footlight Parade de Busby Berkeley de 1932 muestra coreografías con bailarinas usando bikinis, así como en la película El Huracán con Dorothy Lamour de 1937, también mostró trajes de dos piezas. La película de 1934, Modas de 1934, fue protagonizada por chicas usando atuendos de dos piezas, idénticos a los bikinis modernos. En 1935 la diseñadora americana Claire McCardell cortó las partes laterales de un traje estilo maillot, otro precursor de los bikinis.
Durante la Segunda Guerra Mundial, se requirió mucha cantidad de algodón, seda, nailon, lana, cuero y caucho. En 1942, la Junta de Producción de Guerra de Estados Unidos, estipuló la regulación L-85 en la que se acortaba el uso de fibras naturales para la producción de ropa, por lo que se redujo en un 10% la cantidad de tela usada para la fabricación de trajes de baño. Al haber menos tela con que trabajar, aumentaron la cantidad de trajes de dos piezas para poder ahorrar material.

### Posguerra

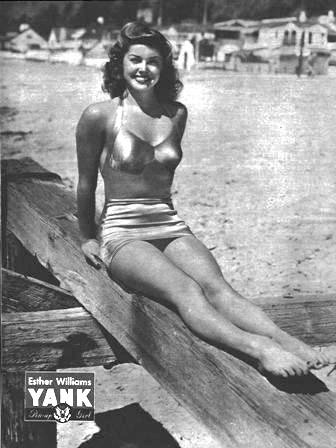
Esther Williams en Yank, the Army Weekly, 1945

El poco material disponible continuó por cierto tiempo después de la guerra. Los trajes de dos piezas sin en el pareo u otros accesorios empezó a usarse en los Estados Unidos desde que el gobierno redujo el 10%de la tela . El 9 de julio de 1945, la revista Life mostró a mujeres de París usando trajes muy parecidos. Estrellas de Hollywood como Ava Gardner, Rita Hayworth y Lana Turner también usaron estos trajes. El traje más provocativo fue el Moonlight Buoy de 1946 con un peso de solamente 8 onzas incluyendo ambas partes. Lo que lo hizo muy distintivo fue el uso de hebillas; Life publicó un álbum de fotos del Moonlight Buoy y escribió, "El nombre del traje sugiere que en la noche es más agradable nadar desnudo."
La diseñadora americana Adele Simpson, ganadora de los Coty American Fashion Critics' Awards (1947) y alumna del Pratt Institute en Nueva York, quien creía que la ropa tenía que ser cómoda y práctica, diseñó una gran parte de la línea de trajes de baño de una sola pieza, la cual se consideraba moderna todavía a principios de la década de 1980. Esto sucedió cuando Cole, de California, empezó con la prohibición de trajes reveladores y Catalina Swimwear introdujo trajes casi sin espalda. Revistas de adolescentes de las décadas de 1940 y 1950 mostraban diseños con abdómenes descubiertos. Sin embargo, esta moda estuvo limitada a usarse únicamente en playas o eventos informales, ya que se consideraba indecente utilizarlos en público. Hollywood aprobó la moda de las dos piezas con películas como La hija de Neptuno (1949), en la que Esther Williams usaba prendas provocativas como "Doble Entendre" y "Honey Child". Williams, quien también era una campeona deportiva amateur de estilo libre de 100 metros (1939) y finalista olímpica de natación (1940), también interpretó a la pionera Kellerman en 1952, en la película Million Dollar Mermaid.
Los trajes de la década de 1940, 1950 y 1960 siguieron con la forma ajustada de los trajes de la década de 1930; manteniendo el look femenino de Dior, que también desarrolló vestidos de dos piezas, pendientes, pulseras, gafas de sol y bolsos de mano.

## El bikini moderno
El diseñador francés Jacques Heim, quien tenía una tienda de artículos de playa en la Riviera francesa, en Cannes, introdujo un diseño minimalista de dos piezas, en mayo de 1946, al cual llamó "Átomo", por ser la partícula más pequeña que existe. Para promocionar su diseño, Heim contrató aviones especiales para que escribieran en el cielo la palabra 'Átomo'. 
Al mismo tiempo, Louis Réard, un ingeniero mecánico del automóvil, se encargaba del negocio de lencería de su madre cerca del Folies Bergère en París. Él notó que las mujeres en la playa de St. Tropez, se doblaban las orillas de sus trajes de baño para lograr un mejor bronceado, por lo que se inspiró para diseñar un modelo aún más minimalista. Lo diseñó usando papel de periódico y por primera vez se enseñaba el ombligo. Cuando Réard quiso que modelos profesionales posaran con su diseño, ninguna aceptó, por lo que contrató a una bailarina nudista llamada Micheline Bernardini del Casino de París. Presentó su diseño a los medios y al público el 5 de julio de 1946 en París en la Piscina Molitos, una piscina pública. Réard tuvo una rueda de prensa en donde quedó claro que lo que impresionó a todo el público era el hecho de descubrir el ombligo.
El diseño un poco más moderado de Heim fue el primero en usarse en la playa, pero el nombre dado por Réard fue el que se impuso entre el público. Réard recibió más de 50.000 cartas de sus fanes. Incluso inició una campaña para convencer al público que usar un traje de baño de dos piezas no era algo vulgar.
Según Kevin Jones, estudiante de moda en el Fashion Institute of Design & Merchandising, "Réard estaba adelantado a su época unos 15 o 20 años." Solo algunas mujeres europeas de clase alta lo apoyaron."

### Resistencia social

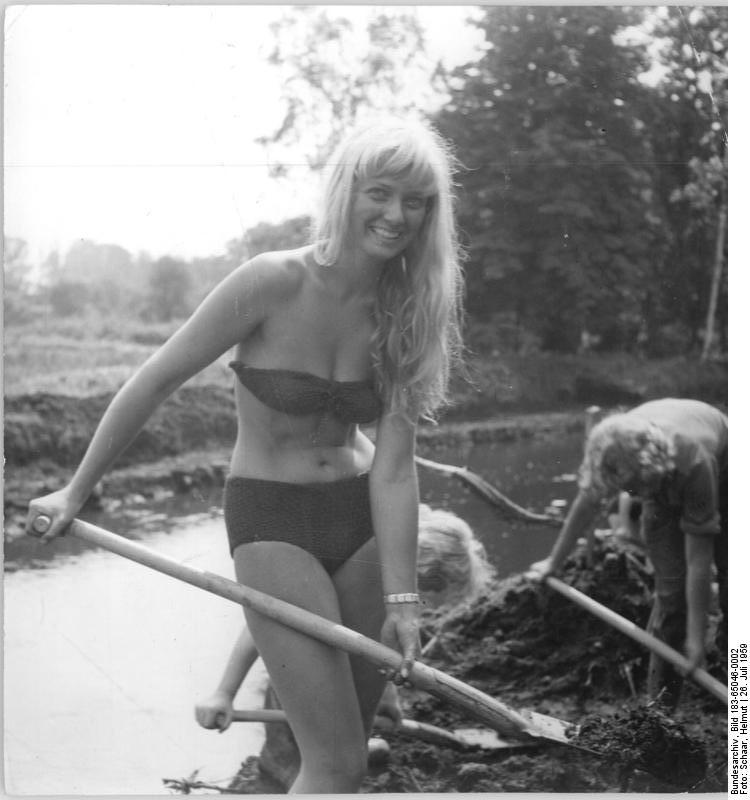
Una de las primeras estudiantes socialistas en usar bikini en Leipzig, Alemania, 1959.

Las ventas de los nuevos bikinis minimalistas no fueron grandes, por lo que Réard regresó al diseño de bragas tradicionales en la tienda de su madre. Además de que se prohibieron en la costa atlántica francesa, España, Bélgica e Italia, así como Portugal, Australia y algunas partes de Estados Unidos.
En 1951, el primer concurso de Miss Mundo (originalmente llamado el Festival del Bikini), fue organizado por Eric Morley. Cuando la ganadora, Kiki Hakansson de Suecia, fue coronada usando un bikini, las ciudades más conservadoras amenazaron con retirar a sus delegados. Hakansson sigue siendo la primera y última Miss Mundo en ser coronada en bikini, una coronación que fue condenada como pecaminosa por el Papa Pio XII. Después de esa controversia, los bikinis se prohibieron de los festivales de belleza alrededor del mundo. En 1949, el periódico de Los Angeles Times, reportó que Miss América, Beve Shopp, en su visita a París, dijo que ella no aprobaba los bikinis en las chicas americanas, pero que no le importaba si las francesas los usaban. Actrices en películas como My Favorite Brunette (1947), así como modelos en 1948 que posaban para la portada de la revista Life, usaron los trajes tradicionales de dos piezas, pero no el bikini como tal.
En 1950, la revista Time entrevistó a Fred Cole, dueño de Cole of California, una tienda de trajes de baños y reportó que tenía algunos trajes tipo bikini para las francesas, diseñados para mujeres pequeñas. Las chicas francesas tenían piernas cortas, por lo que la parte lateral de abajo de los trajes tenía que subirse mucho para que se alargaran sus piernas. Esther Williams comentó, "Un bikini es un acto irreflexivo." Sin embargo, las estrellas de Hollywood estaban por desaparecer junto con los prebikinis, en las próximas décadas. La diseñadora Paula Straford, introdujo el bikini a la costa de oro en 1952. En 1957, Das moderne Madchen (La Chica Moderna) escribió, "Es impensable que una chica decente y con tacto use tal cosa." Ocho años después, una estudiante de Múnich fue castigada con 6 días de trabajo de limpieza en una vieja casa por cruzar una calle de Múnich en bikini.

### La conexión con Cannes
A pesar de la controversia, algunas personas en Francia admiraban a las chicas "indecentes" que decoraban las tumbonas de alguna playa.
Brigitte Bardot, al ser fotografiada usando bikini en la playa, durante el Festival de Cine de Cannes (1953), ayudó a popularizar el bikini en Europa en la década de 1950 y creó un mercado en los Estados Unidos. Las fotos de Bardot en bikini, según la revista The Guardian, convirtieron a Saint Tropez en la capital mundial del bikini. Cannes jugó un papel crucial en la carrera de Brigitte Bardot, que a su vez jugó un papel crucial en promover el festival, al empezar la moda de ser fotografiada en bikini, representando a la belleza playera. En 1952 utilizó un bikini en Manina, la chica del bikini (1952), una película francesa que llamó la atención por el traje de baño. Durante el Festival del Cine de Cannes de 1953, trabajó con su esposo y agente Roger Vadim y llamó la atención al ser fotografiada en bikini en cada playa de Francia.
Así como Esther Williams, una década antes, Betty Grable, Marilyn Monroe y Brigitte Bardot usaron trajes de baño reveladores a lo largo de sus carreras para aumentar su atractivo, se empezó a aceptar su uso en varias partes de Europa al ser mostrado en la década de 1950 por actrices como Anita Ekberg y Sophia Loren. La actriz británica Diana Dors usó un bikini de piel de visón en el Festival de Cine de Venecia en 1955, mientras se paseaba en una góndola por el gran canal hasta llegar a la plaza de San Marcos.

Beatriz de Lenclós en bikini en las playas de Benidorm, 1955

En España, Benidorm jugó un papel similar a Cannes. En 1953, la actriz Beatriz de Lenclós posó en bikini en sus playas, siendo considerada la primera mujer española en hacerlo, a pesar de ser ilegal y bajo pena de excomunión. 
Poco después de que se prohibiera el bikini, Pedro Zaragoza, el alcalde de Benidorm, convenció al dictador Francisco Franco de que se tenía que legalizar el bikini para atraer a los turistas. En 1959, el general Franco estuvo de acuerdo y la ciudad se convirtió en un gran centro turístico. Desde que Franco murió en 1975, en menos de cuatro años en varias playas españolas algunas mujeres ya andaban sin la parte de arriba.

### Resistencia legal y moral
En 1959, Anne Cole, una diseñadora de trajes de baño e hija de Fred Cole, dijo que el bikini no es más que una braga al filo de la navaja de la decencia. La escritora Meredith Hall escribió en sus memorias que hasta 1965 no se pudo usar bikini en la playa Hampton de Nuevo Hamsphire.
La Liga Nacional de la Decencia presionó a Hollywood para mantener el uso de bikinis fuera de las películas. El código de producción Hays para las películas estadounidenses, introducido en 1930, permitió el uso de trajes de dos piezas, pero prohibió que se viera el ombligo en la pantalla. Sin embargo, en las dos primeras películas de Tarzán, Tarzán el hombre mono (1932) y Tarzán y su pareja (1934), se expuso el ombligo de la actriz Maureen O'Sullivan al usar un bikini diminuto de cuero. El historiador de cine, Bruce Goldstein, describió su atuendo como un taparrabos más descubierto por los lados. La película Todos en el mar se aprobó una vez que se retiraron las escenas con bikinis. También La chica del bikini se aprobó en Kansas después de que se quitaran todos los acercamientos a bikinis en 1959.
Como reacción a la introducción del bikini en París, los fabricantes americanos de trajes de baño se comprometieron cautelosamente a producir su propio diseño, el cual incluía un cuello halter y una pequeña variación respecto al abdomen. Aunque el tamaño era la única diferencia con el bikini, los primeros por lo general cubrían el abdomen. Únicamente se mostró el ombligo en fotos de la revista Seventeen. Los bikinis americanos que sí cubrían los ombligos, tuvieron gran éxito en Europa. Para el final de la década de los 50 Vogue desarrolló una línea de diseños sin tirantes, mostrando completamente los hombros, línea a la cual llamó 'Pequeñas pecadoras'. Sin embargo el diseño con el cuello halter fue el que más controversia causó por lo mucho que exponía, tanto que fue llamado "Huba Huba" y "Revelación", por lo que fue retirado de los festivales de Sídney por inmoral.

## Ascenso a la popularidad
En 1962, la rubia actriz Úrsula Andress, en una escena de Dr. No, emergió del mar usando un bikini blanco. Dicha escena ha sido la más memorable de la serie. El canal 4 declaró como el mejor bikini en la historia del cine y Virgin Media lo puso en el lugar 9 del top 10 y como el mejor de las Chicas Rubias. The Herald (Glasgow), la declaró como la mejor escena. Además ayudó a la carrera de Úrsula Andress, así como a mejorar la película. Andress llegó a decir que le debía su carrera a a ese bikini blanco, remarcando, "Este bikini me hizo triunfar como actriz, al ser la primera chica rubia en protagonizar Dr. No; tuve la libertad de escoger diferentes personajes y convertirme en una persona independiente financieramente hablando."" En el 2001, el bikini blanco se vendió por 61.500 dólares. Ese bikini se ha descrito como "el momento que definió la liberación del erotismo en la pantalla de la década de 1960." Debido al impactante efecto que causó lo mucho que reveló Úrsula con su bikini, la apodaron "Ursula Undress" (Úrsula Desnuda). Ese mismo look se repitió 40 años después homenajeado en la película Morir otro día, interpretada por Halle Berry. 
La aparición de bikinis siguió aumentando tanto en la pantalla como fuera de ella. El atractivo sexual que causaba, impulsó producciones de televisión y cine, entre ellas, Dr. Strangelove así como en las películas de ambiente surf a principios de la década de 1960. También, en esas mismas fechas, Brian Hyland, con su canción "Itsy Bitsy Teenie Weenie Yellow Polka Dot Bikini" inspiró a muchas jóvenes estadounidenses a comprarse su bikini.
Para 1963, las películas Fiesta de Playa, protagonizada por Annette Funicello y Frankie Avalon, seguida por Fiesta de Músculos en la Playa (1964), Bikini de Playa (1964) y Bingo de Playa (1965), mostraron a chicas adolescentes usando bikinis, jugando en la arena y pasando un buen rato con los chicos.
En 1962, Playboy utilizó un bikini para su portada por primera vez. Dos años después, Sports Ilustrated contrató a la modelo alemana Babette March para que también posara para la portada de su revista usando un bikini blanco. Esto le dio legalidad al bikini y anualmente se publicaron millones de revistas con este tipo de portadas. En 1965, una chica le dijo a Time que ya era hasta raro que no usaras bikini en la playa y en 1967 la revista escribió que ya el 65% de las jóvenes usaban bikinis.
Cuando Jayne Mansfield y su esposo Mike Hargitay se presentaron en distintos escenarios en su gira, algunos periódicos escribieron que Mansfield convenció a la población rural de que era la persona con más bikinis en el mundo. Enseñó 40 pulgadas de su piel, incluyendo parte de su busto, abdomen y piernas mientras usaba bikinis con diseño de leopardo. Kathryn Wexler de The Miami Herald escribió, "El bikini de leopardo de Mansfield destacó sus cualidades físicas y se convirtió en un ícono de la moda."
Raquel Welch usó un bikini de piel de venado en Hace Un Millón de Años (1996) que la hizo famosa. Welch fue identificada en el estudio como la primera chica en usar el bikini de la humanidad." El bikini fue considerado el look representativo de la década de 1960. Su rol al usar el bikini de piel también la convirtió en un ícono de la moda. Un autor dijo, "a pesar de que sólo tenía tres líneas en su película, su figura exuberante la convirtió en la chica de los sueños de millones de jóvenes espectadores." En el 2011, Time, incluyó a ese bikini en su lista de los Top Ten Bikinis de la Cultura Pop.
En 1983, en la película de Star Wars, el Regreso del Jedi, la princesa Leia es capturada por Jabba y forzada a usar un bikini de metal. El atuendo está hecho de bronce y era tan incómodo que la actriz Carrie Fisher lo describió como "lo que las supermodelos usarían en el séptimo anillo del infierno." El atuendo de "La esclava Leia" todavía es imitado en convenciones de Star Wars. En 1997, después de 51 años del debut del bikini y 77 años después de que el festival de Mis América fuera fundado, se les permitió a las concursantes usar trajes de baño de dos piezas. Dos de las 17 finalistas usaron trajes de dos piezas, entre ellas, Erika Kauffman, representando a Hawái, quien usó el bikini más pequeño de la competencia. En el 2010, la Federación Internacional de Físico culturistas reconoció al bikini como una nueva categoría competitiva.

### En India
La actriz de Bollywood Sharmila Tagore apareció en bikini en la película Una noche en París (1967), recordada como la primera película en la que apareció una actriz hindú en bikini. También posó en bikini para la revista Filmfare. Su atuendo causó mucho impacto en la audiencia conservadora de la India, pero también fue la base para iniciar una moda de actrices usando bikini en películas, como Parveen Babi (en Yeh Nazdeekiyan, 1982), Zeenat Aman (en Heera Panna, 1973 y Qurbani, 1980) y Dimple Kapadia (en Bobby, 1973) a principios de la década de 1970. El usar bikini hizo que su nombre apareciera en la prensa como el de una de la actrices de Bollywood más sensuales de todos los tiempos, así como ayudó a la transgresión de la identidad femenina en las películas de Bombay. Para el 2005, se volvió algo común que las cantantes de la India cambiaran sus atuendos varias veces en una sola canción, siempre terminando con un bikini. Sin embargo, cuando Tagore fue presidente de la Junta Central de Certificación Cinematográfica en el 2005, expresó su preocupación por el exceso de uso del bikini en todas las películas y vídeos.

## Aceptación
En Francia, la compañía de Réard volvió a tener éxito en 1988, cuatro años después de su muerte. Para ese año el bikini representaba el 20% de las ventas de trajes de baño en Estados Unidos. A medida que la conciencia del cáncer de piel aumentó en la década de 1990, las ventas bajaron drásticamente. 
Se introdujo un nuevo código de vestimenta que postuló la estrella de surf Malia Jones, al aparecer en la portada de la revista Shape Magazine de 1997, al usar un traje de dos piezas y cuello halter. El bikini volvió a hacerse popular y la compañía de NPD Group registró un aumento de ventas de trajes de baño del 80% en solamente dos años, incluyendo los de una y dos piezas.
La "familia kini" (denominada así por William Safire), incluyendo a las "hermana ini" (denominadas así por Anne Cole) ha crecido para incluir varias variaciones, entre ellas, el monokini (sin la parte de arriba), el seekini (bikini transparente), el tankini (con un top más largo), el camikini (con una blusa en la parte arriba), entre otros.
En un desfile de moda de 1985, hubo un desfile con trajes de dos piezas, así como trajes de dos piezas por el frente y una por detrás, junto con cortes de pelo atrevidos y siempre con el ombligo descubierto. El bikini más caro del mundo, cubierto de diamantes, costaba 20 millones de euros y fue diseñado por Susan Rosen en febrero de 2006.
Actrices en películas de acción como Los Ángeles de Charlie (2003) y Al Filo de la Olas (2002) hicieron a los trajes de dos piezas "el equivalente del nuevo milenio a la demanda de energía", según Gina Bellafonte en The New York Times, La escena fue acreditada por revivir su carrera. El 9 de septiembre de 1997, Mis Maryland Jamie Fox, fue la primera concursante, en 50 años, que compitió usando un traje de dos piezas en el concurso de trajes de baño del certamen Miss América. PETA utilizó a celebridades como Pamela Anderson, Tracy Bingham y Alicia Mayer, usando bikinis hechos de lechuga para anunciar su campaña para promover el vegetarianismo. Una protestante de la Universidad de Columbia usó un bikini como mensaje en contra de una visita de Nueva York del presidente iraní Mahmoud Ahmadinejad.

### Continuación de controversias
El bikini volvió a ser un tema escandaloso en los medios a inicios del siglo XXI. En mayo de 2011, en Barcelona se prohibió usar el bikini en público, excepto por las playas; personas que violaban esta ley debían pagar multas costosas. En el 2012, dos estudiantes del St. Theresa's College en Cebú, Filipinas no pudieron asistir a su graduación por las fotos reveladoras en bikini que habían subido a Facebook.
En mayo de 2013, la Universidad de Cambridge prohibió al club del Magdalene College organizar su lucha anual de jalea en bikini. En junio de 2013, la actriz Gwyneth Paltrow, que también está interesada en la moda, produjo un bikini para su línea de ropa diseñado para niñas de 4 a 8 años, por lo que fue fuertemente criticada por querer sexualizar a las niñas.